# Джебел Баркал
Джебел Баркал (на арабски: جبل بركل – планина Баркал) е малка планина, разположена на около 400 км северно от Хартум, Судан, на голям завой на реката Нил, в регион, наречен Нубия.
Около 1450 пр.н.е., египетският фараон Тутмос III разширил своята империя в тази посока, като Джебел Бакар се превърнала в южна граница на империята. Там той се отправил на военен поход близо до град Напатал, който, около 300 години по-късно, станал столица на независимото кралство Куш. Нубийският владетел от 25-ата династия, Пианхи, по-късно разширил новия владетелски храм на Амон в този град и в него издигнал стела по случай своята победа.
Руините около Джебел Баркал включват поне 13 храма и 3 дворци, проучени най-напред от европейски изследователи през 20-те години на 19 век. Въпреки това археологическите разкопки започнали едва през 1916 г. от Джордж Райзнър в експедиция, организирана от университета Харвард, в която взели участие и изследователи от Музея за изящни изкуства, Бостън. От началото на 70-те години на 20 век, проучванията били продължени от екип от изследователи от университета Ла Сапиенца, Рим, под ръководството на Серджо Донадони. През 80-те години на 20 век към този екип се присъединил и екип от Бостънския музей, който бил под ръководството на Тимоти Кендъл. Най-големите храмове, като този на Амон, дори и днес се смятат за свещени от местното население.
Планината, древният град Напата, както и други исторически забележителности от този район, през 2003 г. са обявени за част от наследството на ЮНЕСКО.
Планината е висока 98 м, има плосък връх, и очевидно е била използвана като ориентир от търговците, пътуващи между централна Африка, Арабия и Египет, като място, където реката може да бъде прекосена по-лесно.

## Галерия
- Pyramides nabij Jebel Barkal
- Pyramids in the southern group